# Mietvilla Wilder-Mann-Straße 45

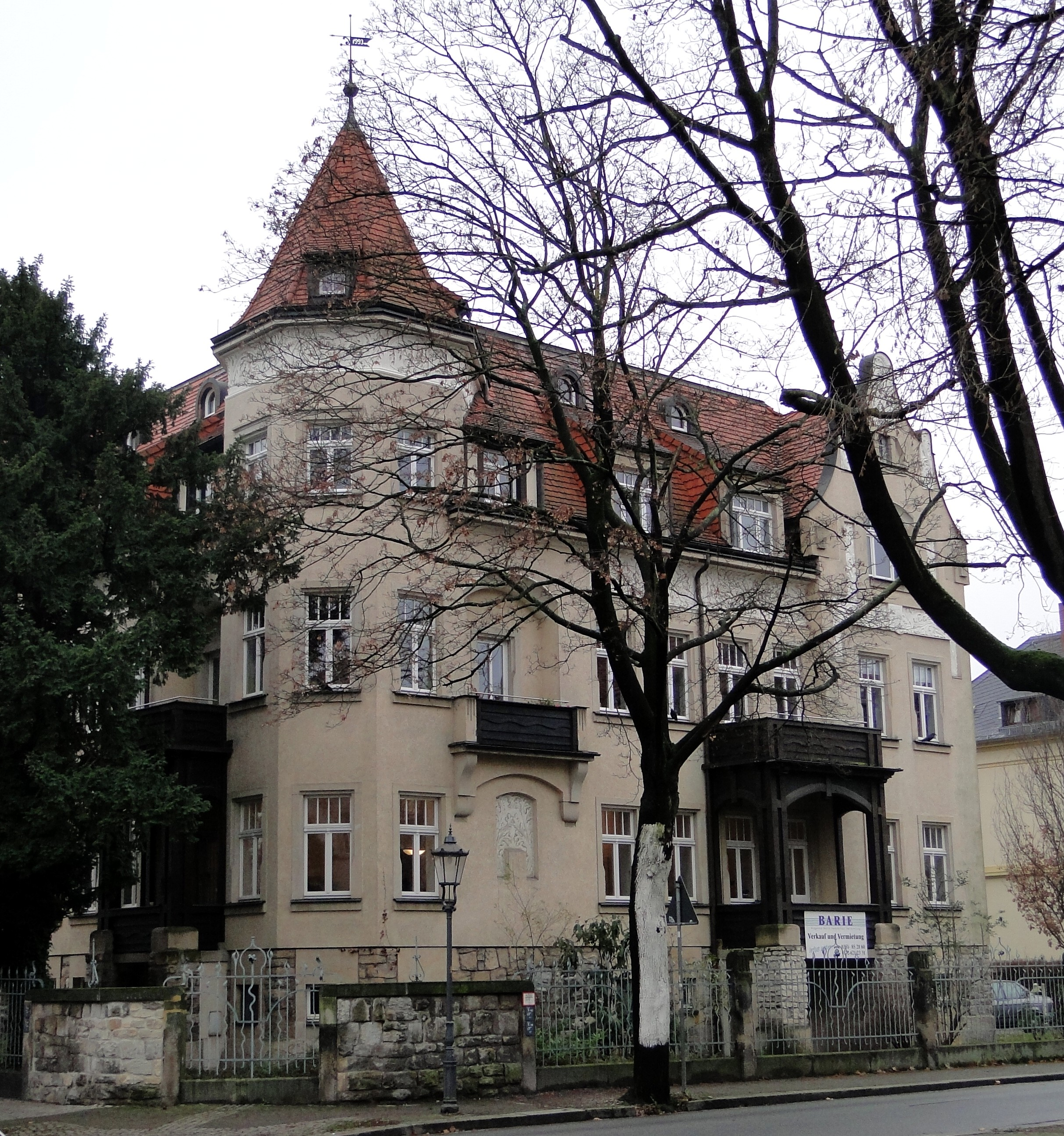
Mietvilla Wilder-Mann-Straße 45

Das Haus Wilder-Mann-Straße 45 ist ein denkmalgeschütztes Jugendstil-Wohngebäude in Dresden-Trachau, das „für gehobene Ansprüche“ errichtet worden ist.

## Beschreibung
Das Haus wurde 1904 für Karl Frey als Eckhaus errichtet und befindet sich innerhalb einer dreigeschossigen offenen Bebauung. Reich geschmückte Risalite zeigen vegetabile Ornamente. Eine Bauinschrift trägt den Namen des Besitzers mit Baudatum: „Karl Frey 1904“.